# Église Saint-Bonnet de Saint-Bonnet-de-Cray
L'église Saint-Bonnet de Saint-Bonnet-de-Cray est une église située sur le territoire de la commune de Saint-Bonnet-de-Cray dans le département français de Saône-et-Loire et la région Bourgogne-Franche-Comté.

## Historique
Elle fait l'objet d'un classement au titre des monuments historiques depuis le 14 décembre 1922.

## Description
Y sont visibles deux anges céroféraires du XVe siècle, classés MH en 1925 mais volés à la fin des années soixante (disparition constatée en 1971) et qui n'ont été restitués à la commune que le 12 juillet 2012.